# أكاديمية بطلي (الموسم 7)
الموسم السابع من أكاديمية بطلي (باليابانية: 僕のヒーローアカデミア، بالروماجي: Boku no Hīrō Academia)، هو مسلسل أنمي تلفازي أنتجه ستوديو بونز وأخرجه كينجي ناغاساكي (رئيس المخرج) ونايومي ناكاياما، تتبع قصة كوهي هوريكوشي السلسلة الأصلية التي تحمل نفس الاسم تبدأ من بداية المجلد 34.  وبخلاف المواسم الخمسة السابقة، حيث سيتكون الموسم من 21 حلقة. يضمن الآرك الأول وهو "ستار والشريط" (الفصول 329-334)، ويليه آرك "خائن ثانوية الأبطال المرموقة" (الفصول 335-342)، والأجزاء الأولى من آرك "الحرب النهائية". ومن المقرر عرض الموسم السابع أول مرة على قناة يوميأوري ونيبون تي في في 4 من مايو 2024، ومن المقرر بث 4 عروض خاصة لـ "ذكريات" في شهر أبريل.

## القصة
يقدم في هذا الموسم البطلة المحترفة رقم 1 في أمريكا، عند وصولها لمحاربة تومورا شيغاراكي بناءً على طلب أول مايت. في حين يستغرق الطلاب العاليون في ثانوية الأبطال المرموقة وبقية الأبطال المحترفون وقتًا للاستعداد للمعركة النهائية ضد الأشرار من جبهة تحرير الخوارق، وتصبح الأمور معقدة عندما كشف أن إيزوكو هو الخائن.  يجتمع الأبطال المحترفون معًا لتقسيم وتدمير جانب الشر بينما تبدأ الحرب بين الجانبين لتحديد مصير العالم.

## الإنتاج والنشر
قامت كرانشي رول بترخيص الموسم بالإضافة إلى ملخصات "ذكريات" الخاصة خارج آسيا وقامت ببثه مع الدبلجة باللغة الإنجليزية بعد أسبوعين من البث الأصلي على خدمة البث من نفس الاسم. كما ورُخص الموسم في منطقة آسيا والمحيط الهادئ.
أغنية الموسم السابع: الأغنية الافتتاحية هي  "Tagatame" (誰我為) حيث يؤديها "المعارف التقليدية من لينغ توسيت سيغور"، بينما تكون أغنية شارة النهاية "Tsubomi" (蕾)  حيث يؤديها "اومينوتاكي".

## قائمة الحلقات
| رقم في مسلسل | رقم حلقة | عنوان | إخراج              | عرض أصلي      | تصنيف المشاهد |
| --- | -------- | --- | ------------------ | ------------- | ------------- |
| 139 | 1        | في اللحظة الحاسمة! المنشق الكبير من الغرب! 「欧米ギリギリ!!ぶっちぎりの凄い奴」 - Ōbei Girigiri!! Butchigiri no Sugoi Yatsu | إيكورو ساتو        | 4 مايو 2024   | 2.8%          |
| بعد مشاهدة الوضع الحالي لليابان نتيجة لـهجوم تومورا شيغاراكي، حيث أدى ذلك إلى تحرر عدة أشرار ومنهم أول فور ون ، مما أجبر البطلة رقم 1 في أمريكا ستار وسترايب ورفاقها العسكريون أن يتحدوا مع بعضهم ويشقوا طريقهم لتقديم المساعدة. وفي هذه الأثناء، يخطط أول فور ون الذي يختبئ في كهف سري جنبًا إلى جنب مع سبينر، لسرقة الطاقة الخاصة لستار والتي ستضمن خططه للسيطرة على العالم. كما وتؤجج أيضًا نيران أعضاء جبهة التحرير المتبقين لاستخدام رابطة الأشرار كنقطة تجمع بينهم. بينما يتوجه إنديفور وهوكس وبيست جينيست إلى لقاء مع ستار، حيث يتلقون كلمة مفادها أن شيغاراكي الذي يركب على متن الطائرة نومو قادم إليها كي يعترضها و يسرق قدرتها، فيشرع الطرفان في التخطيط حيث توضح ستار لها طاقة "النظام الجديد"، القادرة على تغيير قواعد أي شيء أو أي شخص تلمسه، كما تُصَرِّح أن "أولمايت" كان و لا زال ملهمها الأول. فإنها تحاول استخدام الطاقة الخاصة بها على شيغاراكي، ومع ذلك فنتيجة اندماجه المستمر مع أول فور ون يوقعه في أزمة شخصية، مما جعل البطلة ستار غير متأكدة مما إذا كان ذاك شيغاراكي أو أول فور ون أو حتى تينكو شيمورا. تمكن "شيغاراكي" من استنتاج قدرات النظام الجديد ورغب في سرقتها لنفسه، ثم تستعد ستار لملاذها الأخير، حيث أنها تحول الهواء إلى شكل عملاق يطابق شكلها، وباستخدام سيف مصنوع من الليزر يبقي "شيغاراكي" مثبتًا، بينما تنتظر الدعم على شكل عدة صواريخ موجهة تسمى "تيامات". |          | |                    |               |               |
| 140 | 2        | الشبح 「亡霊」 - Bōrei | شوجي إيكينو        | 11 مايو 2024  | 3.2%          |
| تستخدم ستار الطاقة الخاصة بها لإطلاق العنان لصواريخ تيامات مباشرة على الشرير "شيغاراكي"، ومع ذلك، فإنه قد توقع حدوث شيئ كهذا. تمكن من تجنب معظم الأضرار الناجمة عن الانفجار عن طريق تحلل نفسه تحت المحيط. وفي النهاية شق طريقه نحو ستار عبر الطائرات المقاتلة، حاول قائد برافو إقناعها من قبل بالتضحية بنفسه بدلا منها لمحاولة هزيمته. ولكن ستار رفضت .ونجح "شيغاراكي" في لمس وجه ستار وسرقة قدرة "النظام الجديد" بينما يقوم بإفسادها وفي نفس الوقت تحاول ستاو استخدام طاقتها لوقف الإضمحلال، لكن جسدها يصل إلى حد قوته، فيحاول "شيغاراكي" استخدام قدرة النظام الجديد، ولكن فجأة يبدأ جسده في الانفجار من الداخل. بسبب استخدام البطلة ستار للنظام الجديد قبل أن يلمس وجهها شيغاراكي، فتعلن أن طاقتها سوف تقضي على كل الطاقات الأخرى، وفي داخل شيغاراكي، تبدأ بقايا البطلة ستار تمزق شيغاراكي وأول فور ون والطاقات الأخرى، مما يؤدي إلى تدمير العديد منهما في هذه العملية. بينما يتحلل جسد ستار، وتحيّي رفاقها وتشكر أول مايت للسماح لها بالانغماس في حلمها. وفي النهاية تمكن "شيغاراكي" من الهروب بصعوبة من الطائرات وحاول تخزين قدرة النظام الجديد في جسده المجرم، ولكن الطاقة نفسها دُمرت أيضًا؛ وفي الوقت نفسه وفي أعماق جسد شيغاراكي وأول فور ون، ينادي تينكو شيمورا إلى إيزوكو ميدوريا. لاحقًا يلتقي أول مايت بالجنود الأمريكيين الذين يزودونهم بالبيانات التي سجلوها أثناء القتال مع شيغاراكي. حيث سُمح بالكشف عن هذه المعلومات إلى طلاب الفصل 1-A، مما جعل الطلاب يستعدون بحماس لمواصلة تدريبهم للمعركة النهائية القادمة. |          | |                    |               |               |
| 141 | 3        | الوغد 「ヴィラン」 - Akutō                                                                                                  | تومو أوكوبو        | 18 مايو 2024  | 2.5%          |
| يجتمع مجددًا المهووس "شيغاراكي" مع أول فور ون وعصبة الأشرار في مخبأهم، ويُجبر عليه البقاء منتظرا لشفاء إصاباته. فيطلب من دابي الذي نفد صبره من الانتظار لفترة طويلة بأمر من أول فور ون، أن يبدأ بتنفيذ إحدى خططه الاحتياطية العديدة. وبينما يواصل الفصل 1-A تدريبهم، قاموا يتناقشون فيما بينهم كيف أنهم في وضع غير جيد في المعركة القادمة بسبب إتقان أول فور ون قدرة الاختباء، ويتساءلون عن كيفية مكافحة ذلك. وفي مكان آخر، تتجسس تورو هاكاغوري على يوغا أوياما ووالديه المتواجدين في أعماق الغابة، وتكتشف أنهم جواسيس يعملون تحت أمر أول فور ون. حيث كُشف عن أن أوياما بالأصل ولد بلا طاقة، وبسبب عدم رغبته في أن يشعر بالنبذ، عقد والديه صفقة مع أول فور ون لمنحه قدرة ليزر السرة، فقط ليُجبره على منحه المعلومات مع التهديدات بالقتل. ونتيجة لذلك، أصبح أوياما "خائن مدرسة الأبطال"، وأُجبر على الكشف للرابطة عن المدرسة والمخيم الصيفي. حيث يعثر إيزوكو عليهم جميعًا، ويعترف أوياما المنكوب بالحزن باكيًا بالحقيقة، قبل أن يحاول هو وعائلته الفرار. وقبل أن يتمكنوا من القتال، قامت تورو بكسر شعاع الليزر، وتكشف عن نفسها جزئيًا لأول مرة، بينما يستخدم إيزوكو السوط الأسود لكبح جماح الأوياما. وبعد ذلك احتُجزوا من قبل الأبطال، حيث أصيب الجميع بالذهول وعدم القدرة على الرد على هذا الخبر. وبعد ذلك بدأ أوياما يشرح عن كل مافعله، ويشير إلى نفسه على أنه "الشرير الحقير"، ولكن على الرغم من ذلك، يتعرف عليه إيزوكو كضحية، ويعتقد أنه لا يزال لديه فرصة لتخليص نفسه كبطل، مما يؤدي إلى إدراك الطلاب 1-A الآخرين أن أوياما سيكون المفتاح لإغراء أول فور ون بالخروج من مخبأه. |          | |                    |               |               |
| 142 | 4        | قصة كيف أصبحنا جميعا أبطالاً 「皆がヒーローになるまでの物語」 - Min'na ga Hīrō ni Naru Made no Monogatari                    | شوجي إيكينو        | 25 مايو 2024  | 2.6%          |
| لا يزال الكبار متشككين بشأن ثقتهم في تعاون أوياما، ولكن أعضاء الفئة 1-A يكررون بقوة ثقتهم به. وبعد ذلك فقط، ظهر المعلم شوتا إيزاوا على شاشة الكمبيوتر ليقف إلى جانب طلابه، عازمًا على عدم طرد أوياما، بينما يكشف أيضًا عن خطة للاستفادة منه والقضاء على الأشرار. فتُأخذ عائلة أوياما بعيدًا لإجراء المزيد من الفحص، بينما يعيد طلاب 1-A المتبقون تجميع صفوفهم للعودة إلى المعركة. ويذهب إيزوكو وتينيا إيدا إلى دورة التطوير لإصلاح عناصر الدعم الخاصة بهم حيث يجتمعون مجددًا مع "مي هاتسومي"، الذي يبدو أنها جاهلة عن مايحدث في العالم الخارجي. فلقد تعلموا أن طلاب التنمية بذلوا جهدًا كبيرًا في العمل على التطوير والارتقاء بمدرسة الأبطال. وبينما تزود مي إيزوكو وإيدا بسهولة ببدائل لعناصرهما، يقوم كل من أول مايت، وهوكس، وراغدول، والشرطة، والجيش الأمريكي بتشكيل "قوة مضادة" من أجل تطوير قدراتهم، وخطة للتعامل مع الأشرار. حيث قرروا أنه يجب الفصل بينهم جميعًا بما لا يقل عن 10 كيلومترات لضمان عدم التعاون، الأمر الذي سيسبب لهم المزيد من المشاكل. وفي الوقت نفسه، يتحدث إيزاوا إلى أوياما شخصيًا، ويتمكن من إقناعه بالتحرر من الخوف الذي زرعه أول فور ون بداخله، من خلال وضع ثقته في زملائه وفي نفسه. وفي مكان آخر، يُستدعى "هيتوشي شينسو" الذي يرتدي الأزياء الرسمية للمساعدة. |          | |                    |               |               |
| 143 | 5        | خَذلك 「あなたを失望させる」 - Anata o shitsubō sa seru                                                                      | تسويوشي توبيتا     | 1 يونيو 2024  | 2.5%          |
| تزور هيميكو توجا منزل عائلتها المهجور وتتأمل حياتها أثناء نشأتها. ويظهر دابي ويحرق منزلها كعمل لتسليته. حيث يكشف أيضًا أنه أخذ بعض الدم من جسد توايس أثناء حرب التحرير الخارقة للطبيعة وأعطاه إلى توغا، وذلك بفضل طاقة التحويل التي تسمح لها باستخدام القدرات الخاصة. كما أنها كانت قادرة على استخدام الطاقة في مكان آخر، بسبب ما يخضع له شيغاراكي من تحول مزعج نتيجة لتكيف جسده مع نظرية تفرد الطاقة. ويخبر المتشكك سبينر أنه يجب عليه أن يتولى قيادة المتغايرين المشاغبين الذين ينظرون إليه كأحد الرموز. وفي هذه الأثناء يعود الفصل 1-A إلى مساكن الطلبة بعد يوم طويل من قتال لصوص السجن، عندها يصل أول مايت والمدير نيزو لإخبارهم بتفاصيل الحرب القادمة. في اليوم التالي، أعلن نيزو للولايات المتحدة. بأن اللاجئين معرضون للخطر من قبل الأشرار في غضون أربعة أيام فقط، فيودع الطلاب 1-A عائلاتهم والآخرين قبل إنتقالهم إلى القلعة المؤقتة. وعلى منحدر قريب، يشكر إيزوكو أُوتشاكو على خطابها الذي سمح له بالراحة في الولايات المتحدة الأمريكية، مما كشفت له أنها خلال الخطاب المذكور، فكرت في وجه توغا الحزين خلال لقاءهما السابق، وتتساءل عما إذا كانت ردة فعله غريبة لشعوره بالذنب على الرغم من الدمار الذي سببه. ويكشف إيزوكو أنه يشعر بنفس الشعور تجاه شيغاراكي، وفي الوقت نفسه، يرتاح باكوغو وإيدا وكيريشيما وشوتو الذي يفكر بمشاعره تجاه دابي. في يوم العملية، أمر أول فور ون عائلة أوياما بجذب إيزوكو إلى مكان غير معلوم، باستخدام طاقة اكتشاف الكذب لضمان عدم خداعه. حيث يلتقي إيزوكو مع يوغا، الذي شُرح له خطط أول فور ون للسيطرة على العالم من خلال الطاقة الخاصة به. ويخونه يوغا ويهاجمه. ويشرع في تحويل معظم الأشرار إلى موقعهم لمحاصرتهم، فقط ليفاجأ مرة أخرى عندما يصل الأبطال أنفسهم إلى الموقع بواسطة قدرة بوابات التنقل الخاصة بـ كورغيري، لبدء المعركة النهائية. |          | |                    |               |               |
| 144 | 6        | قَسم 「分割する」 - Bunkatsu suru                                                                                            | تاكاهيمي هينو      | 8 يونيو 2024  | 2.5%          |
| قبل أيام قليلة من المعركة، شرح أول مايت وتسوكاوتشي ونيزو خطتهم للفئة 1-A من أجل إقناع عائلة أوياما بخداع أول فور ون، حيث سيستخدمون تقنية غسيل دماغ الخاصة ب شينسو، حتى لا يكتشف أول فور ون أي أكاذيب في أقوالهم. ومع ذلك، ومن أجل الالتفاف حول برنامج أول فور ون ومراقبتهم جميعًا باستخدام تقنية البحث، فإنهم سيستخدمون طاقة بوبات التنقل الخاصة بـ كوروغيري للالتفاف في ساحة المعركة. ويطلب إيزاوا مساعدة نيتو مونوما لاستخدام تقنية النسخ الخاصة به، نظرًا لأن كوروغيري لا يزال غير نشط، وبينما كان الكل متخوفًا في البداية، فهم مقتنعون باحتمال أن يصبحوا "الدمية". ومع بدء القتال، كان "شيغاراكي" على وشك استخدام اضمحلاله، ولكنه أوقف ذلك بنفسه. ولقد قام أول مايت وتسوكاوتشي، بمراقبة المعركة في مركز التحكم، بتنشيط "عملية طروادة"، مما يتسبب في إحاطة معظم الأشرار بأقفاص معدنية كبيرة، حيث تدفعهم بعد ذلك إلى عدة بوابات تنقل أخرى، مما يؤدي إلى تقسيمهم في جميع أنحاء البلاد. وينتهي الأمر بـ أول فور ون في أنقاض فيلا جبل جونغا، في مواجهة هوكس. وينتهي الأمر بدابي في مواجهة شوتو. كما ينتهي الأمر بـ "شيغاراكي" في سفينة عائمة في الولايات المتحدة ليواجهه ديكو، ولكن قبل أن يتمكن من دخوله بوابة التنقل، تتمسك توغا به وتنقله إلى جزيرة أوكتو، حيث تواجه أوتشاكو. ويستعد الفريق الذي قد تكون من باكوغو وبيست جانيست وإيدجشوت وميركو وتاماكي أماجيكي ونيجير هادو لمواجهة "شيغاراكي" حتى مع اكتفاء ديكو. ويبدأ "شيغاراكي" في الهجوم، ولكنه يجد نفسه مقيدًا بدفاعات القفص المصممة خصيصًا لمواجهته، بما في ذلك الهياكل التي تتفاعل مع اضمحلاله، والقفص الكهربائي المحيط بالحاجز، ويقوم مونوما بتقليد محو إيزاوا القريب. ولكن فجأة بدأت أصابع "شيغاراكي" تتحول وتهاجم. |          | |                    |               |               |
| 145 | 7        | التضخم 「インフレーション」 - Infurēshon                                                                                    | تومو أوكوبو        | 15 يونيو 2024 | 2.3%          |
| يصبح الأبطال مرتبكين ويضطرون إلى اتخاذ موقف دفاعي بسبب بدأ "شيغاراكي" في إطلاق العنان لمجموعة ضخمة من الأصابع من يده التي تنتشر في جميع الأنحاء. يشرح كيف أن ذلك ليس قدرة، بل هو النمو الطبيعي في جسده نتيجة لتفرد قدرته. يتواصل إيزاوا مع ديكو، ويدرك أنه سيتعين على مونوما التراجع عن المحو مؤقتًا، مما سيسمح لـ "شيغاراكي" بتدمير كل شيء بأصابعه، فعليه استعادته بمفرده. قرر الأبطال التغلب على "شيغاراكي"، حتى بدون قدرة الواحد من أجل الجميع. في هذه الأثناء في جزيرة أوكوتو، يتقاتل الأبطال والأشرار، وتواجه توغا ديكو وأوتشاكو، مما يلغي تمامًا شعور ديكو بالخطر في هذه العملية، ويعترف بحبه لها بشكل غير متوقع. بعد ذلك سألته نفس السؤال الذي طرحته على أوتشاكو خلال لقائهما السابق، وعندما لم يتمكن ديكو من فهم طريقة حبها، فهي تعتقد أنهما مثل والديها، وتقرر رفضهما والهجوم عليهما. بعد تدخل تسويو في الشجار، يشق ديكو طريقه خارج الجزيرة، ويثق في أوتشاكو للتعامل مع الأمور. يحاول ديكو استخدام قوة المستخدم الثاني للوصول إلى هناك بشكل أسرع، ولكن خُدر بسبب القوة الخطيرة لذلك لم يتمكن من استخدامها إلا كملاذ أخير. في مكان آخر في كامينو، يواجه دابي شوتو والصاحب المشتعل، بخيبة أمل لعدم رؤيته لإنديفور. يسأل شوتو شقيقه لماذا لم يعد إلى المنزل إذا كان لا يزال على قيد الحياة، وبعدها يبدأ جسد دابي بالتعفن، ويبدأ في الكشف عن أصله. |          | |                    |               |               |
| 146 | 8        | اثنين من النيران الخاطفة 「二つの赫灼」 - Futatsu no kakuyaku                                                               | شوجي إيكينو        | 22 يونيو 2024 | غير متاح      |
| في مركز الشرطة، يكشف الدكتور جاراكي للضابط عن كيفية جمعهم "البذور المشوهة" لاستخدامها كأوعية محتملة في حالة حدوث أي شيء لشيغاراكي، وأحدهم تويا، الذي أخذه برنامج أول فور ون بعد أن أحرق نفسه حيًا في قمة سيكوتو. استيقظ تويا في دار للأيتام بعد ثلاث سنوات، ليعلم أن جسده لا يمكن إصلاحه بالكامل ولا يمكنه الاستفادة من ناره مرة أخرى. تمكن تويا من الهروب من الميتم، مع اعتقاد الطبيب أنه لن يدوم طويلاً، ولكنه تفاجأ عندما عاد باسم دابي بعد سنوات. في هذه الأثناء، يوضح دابي لشوتو أنه بعد الاستيقاظ عاد إلى المنزل للاعتذار، ولكن عند مشاهدة تدريب إنديفور المسيء جداً تجاه شوتو، أدرك أن شيئًا لم يتغير وقرر أن يرفض ماضيه ويصبح دابي. من خلال دراسته لحركات إنديفور النهائية، يطلق دابي العنان لنيرانه في ساحة المعركة بشكل عشوائي، بينما يوبخه شوتو لعدم الاستفادة الكاملة لقدراته الخاصة. ثم ينتقم منه شوتو من خلال استخدامه حركته جديدة من صنعه، قبضة النيران: الفوسفور، وهو مزيج من جوانبه الساخنة والباردة وهي قادرة على إطفاء حرارة دابي. يلقي دابي ضربة مشتعلة لـ شوتو بينما يتعين عليه إعادة الشحن، قبل أن يتمكن شوتو من توجيه لكمة مباشرة إلى دابي، وتجميد كل شيء في المنطقة المجاورة، وهزيمته. |          | |                    |               |               |
| 147 | 9        | الفوائد 「特典」 - Tokuten                                                                                                  | ميتشيرو إيتابيساشي | 29 يونيو 2024 | غير متاح      |
| يعلن أول مايت وكاونتر فورس لبقية الأبطال هزيمة دابي على يد أخيه شوتو. في جاكو، يُقاتل الأبطال بقيادة ماونت ليدي التي تحاول تحرير جيجانتوماشيا من الأعداء؛ حيث تواجه مينا وكيريشيما أحد القادة، الذي يكشف عن نفسه بأنه قاتل ميدنايت. في مكان آخر، يقود سبينر العملاق (أعطاه أول فور ون قدرات إضافية) مواجهة ضد جيشٍ من المتغايرين في المستشفى المركزي من أجل تحرير كوروجيري؛ ومن بين الأبطال الذين يدافعون عنه بريستنت ميك وشوجي وكودا. في كامينو، يواصل الأبطال تطهير التهديدات المتبقية، في حين تبدأ الشرارات في التوهج في دابي. في جانغا، يواجه إنديفور وهوكس أول فور ون في السماء، في محاولة لتدمير قدرة دعم الحياة الخاصة به، مع إدراكهما أنه لا يمتلك مهارة التجدد. أثناء المشاجرة، يكشف أول فور ون أنه كان مسؤولاً عن اختفاء تويا، مما أدى إلى إبعاد إنديفور بما يكفي ليقوم بمهاجمته مفاجئة وإخراجه عن وعيه. قبل أن يتمكن أول فور ون من تفجير هوكس، يصل توكويامي وجيرو لإيقاف الهجوم ومساعدتهما. بينما يحاول إنديفور التعافي على سطح الأرض، يسمح هوكس للأبطال المبتدئين بالمساعدة في القتال. ينزعج أول فور ون من "الإضافات" التي تتحدث مع الواحد من أجل الجميع معتقدين أنهم يستطيعون مواجهته، ويطلق هجومًا مدمرًا، مما يؤدي إلى انفجار أحد مقابس سماعات جيرو. |          | |                    |               |               |
| 148 | 10       | البطل الجريح، المحترق الساطع والحقيقي !! 「焼身照命!! 手負いのヒーロー」 - Shōshin Shōmei!! Teoi no Hīrō                    | تسويوشي توبيتا     | 13 يوليو 2024 | 2.3%          |
| على الرغم من الإصابة، تنتقم جيرو من أول فور ون بهجوم الموجة الصوتية. قبل أن يتمكن من الرد، تبدأ بقايا خلايا أول فور ون في التمرد فجأة، مما يجعله غير قادر على الهجوم. يستغل هوكس وتوكويامي هذه الفرصة لتدمير قناع أول فور ون، ومع ذلك، يستعيد السيطرة عن طريق استهلاكها ويطلق العنان لرصاصات ملتهبة. يُنقذ الثلاثة من قبل إنديفور العائد، على حساب ذراعه اليمنى. يواصل إنديفور الغاضب ضد أول فور ون، مما يدفعه إلى الزاوية، وهو يفكر في ماضيه، بما في ذلك كيف أُلهم أن يصبح بطلاً بعد مشاهدة والده يموت وهو يحاول إنقاذ شخص ما، وكل ما يحتاج إلى القيام به للتكفير عن أفعاله. يبدو أن إنديفور يقضي على أول فور ون نهائيًا بحرق بارز، يبدأ جسم أول فور ون في التجدد ببطء. وفي الوقت نفسه، في جامعة ألاباما، يجد الأبطال أنفسهم في حالة جمود ضد سرب أصابع "شيغاراكي" الذي لا ينتهي. يكشف باكوغو عن عنصر الدعم "ستراف بانزر" الخاص به، فيفجر مخزونه الزائد المتفجر عن قرب، والذي يتردد صداه في جميع الأنحاء. ومع ذلك، يتمكن "شيغاراكي" من إحداث معظم الضرر، وتدمير ذراع باكوغو، مع الاستمرار في السخرية منه طوال الوقت. |          | |                    |               |               |
| 149 | 11       | الضوء يتلاشى إلى مطر 「光は雨に消えていく」 - Hikari wa ame ni kieteiku                                                     | شوجي إيكينو        | 20 يوليو 2024 | 3.2%          |
| يستمر "شيغاراكي" في محاربة باكوغو، عازمًا على قتله كهدية ترحيبية لديكو. ينادي إيزاوا على أي شخص آخر لمساعدته، في مكان آخر ظهر ميريو الذي كان يساعد الجميع، وبعد ذلك اجتمع مرة أخرى مع تاماكي ونيجيرو. يواصل الثلاثة الكبار إنقاذ باكوغو ومحاربة "شيغاراكي"، حيث قال ميريو بأن السبب وراء إيذائه للناس هو أنه ليس لديه أي أصدقاء. يتسبب هذا في ظهور بقايا تينكو شيمورا مرة أخرى، مما يجعل أول فور ون يدرك أن جسده ليس مندمجًا تماماً كما كان يعتقد. تطلق تاماكي العنان لقوتها القصوى بأقصى إمكاناتها بهدف تدمير "شيغاراكي" للأبد، لكنها لم تستطع إلحاق الضرر به تمامًا. على الرغم من إصاباته، يقف باكوغو ويستخدم سرعته المذهلة لمواجهة "شيغاراكي"، بما يكفي ليسبب اهتزاز جسد الشرير بشكل واضح، وتذكيره بشخص من ماضيه. في الفراغ الأبيض، يفكر باكوغو برؤية لأول مايت، وهو يندب حظه لأنه لم يحصل على توقيعه أبدًا، وفي تلك اللحظات يوجه "شيغاراكي" لكمة مباشرة إلى قلبه. ومع بدء هطول المطر، يحدق الأبطال بذهول في جسد باكوغو الذي يبدو بلا حياة. |          | |                    |               |               |
| 150 | 12       | أولئك الذين يدافعون، أولئك الذين ينتهكون 「禦ぐ者と侵す者」 - Fusegu Mono to Okasu Mono                                     | ماسايوكي أوتسوكي   | 3 أغسطس 2024  | 2.8%          |
| يفرح "شيغاراكي" للأبطال المدمرين بزوال باكوغو. وفي الوقت نفسه في كامينو، يستعيد دابي نشاطه من خلال نسخ فوسفور شوتو، ويستأنف هياجه. ويتواصل مع سكيبتيك لمعرفة مكان إنديفور، الذي يعمل على اختراق مدرسة الأبطال، وكذلك منشأة الإخلاء تحت الأرض حيث يوجد المدنيون. في غانجا، يكشف أول فور ون أن الدكتور جاراكي ابتكر نسخة مكررة هندسية عكسية من عقار تدمير القدرات، حيث تركز بشكل خاص على تأثير القدرة الأصلي، وتجديد جسد أول فور ون إلى حالته الأولية، على حساب العودة إلى الوجود في النهاية. في أمريكا، يدخل الرئيس في جدال مع القائد على إجباره حول تحالفهما مع شيغاراكي في حال سقوط اليابان، مما أزعجه بشدة. بالعودة إلى مدرسة الأبطال، يستخدم "إدجيشوت" قدرته الخارقة بكامل قوته ليدخل جسد باكوغو، لإصلاح قلبه من الداخل، على الرغم من أن هذا قد يكلفه حياته. يقع "شيغاراكي" في ضائقة أكبر بين مشاهدة محاولاتهم لإنقاذ حياته، واعتداء ميركو عليه، مما تسبب في تحول جسده بسرعة إلى حالة دفاعية مغطاة بأيدي تطيح بالجميع. مع وجود غانيست وميريو الوحيدين المتبقيين، يسمعون من ماندالاي أنهم بحاجة إلى إبقاء "شيغاراكي" مشغولاً لبضع ثوانٍ لفتح البوابة الكهربائية، وتذكرهما بكلمات نايتي، فينهض ميريو و يمد مؤخرته ل"شيغاراكي"، مما يشتت انتباهه لفترة كافية ليتمكن ديكو من رمي نفسه على ساحة المعركة ومهاجمته. |          | |                    |               |               |
| 151 | 13       | سلسلة من الأحداث، عبر العصور 「連なる星霜」 - Tsuranaru Seisō                                                               | تومو أوكوبو        | 20 يوليو 2024 | 3.2%          |
| في الطريق نحو أريزونا، يتلقى ديكو المساعدة من الأسطول العسكري الأمريكي للعودة في الوقت المناسب، قبل الدخول ومهاجمة "شيغاراكي". ومع ذلك، فإنه عند رؤية باكوغو وجثث الأبطال الآخرين التي تبدو بلا حياة، يصاب بالصدمة ويبدأ بالهيجان خارج نطاق السيطرة. يحاول "شيغاراكي" الاستفادة من حالته الغاضبة لمفاجأته، لكن ميريو يتدخل لتهدئة ديكو، ويخبره أنه لم يمت أحد بعد ولا يزال لديهم فرصة للفوز. يستعيد ديكو قوة جأشه، ويواجه أول فور ون ويسأله عما إذا كان شيغاراكي لا يزال هناك؛ يدعي الشرير أنه لم يعد موجودًا وأنهم اندمجوا معًا في كائن جديد، لكن ميريو يخبر ديكو عن مدى عدم استقراره أثناء القتال. تلاحظ شيمورا وجه كوتارو على يد "شيغاراكي"، مما يجعلهم يدركون أنه لا زال هناك. يحاول "شيغاراكي" مهاجمة ديكو، لكنه يرد باستخدام خاصية المستخدم الثاني، "جيرشيفت"، مما يسمح له بالتحرك بسرعة أكبر من سرعة الصوت ويطغى عليه تمامًا. يشعر أول فور ون بالانزعاج من هذا الاكتشاف، ويتذكر قتل المستخدم الثاني ومدى ضعف خاصية "جيرشيفت" في الأصل. باستخدام القوة الكاملة لـ ون فور أول والخصائص المرافقة لها، يوجه ديكو ضربة مدمرة إلى "شيغاراكي"، مما يتسبب في أضرار جسيمة داخل وخارج جسمه، وقبل أن يلاحظ أن جسمه بدأ في الاستجابة بشكل غير متوقع. يعلن أول فور ون داخليًا أن كل شيء لم يُفقد وأنهم ما زال لديهم فرصة للنصر، بينما في مكان آخر، يواصل سبينر العملاق هياجه. |          | |                    |               |               |
| 152 | 14       | مع شوجي 「しょじくんといっしょ」 - Shōji-kun to Issho                                                                       | شوجي إيكينو        | 24 أغسطس 2024 | 2.8%          |
| يواصل سبينر وجيشه من المتغايرين، المكونون من أعضاء جبهة التحرير الخارقة والمدنيين، اقتحام المستشفى المركزي لتحرير كوروغيري من أجل أهداف أول فور ون، في مواجهة الأبطال والشرطة الحاضرين. ويأتي عدد من الأبطال، حيث يندد المتغايرون بهم جميعًا لعدم فهمهم لمحنتهم. يبشر المدير التنفيذي للتحرير المقنع بالتمييز الذي واجهوه، وأنهم سيستخدمون هذا الوقت لجعل أصواتهم مسموعة أخيرًا، مع سبينر كبطل لهم. في الوقت الذي يوشك فيه سبينر على الهجوم، يضربه شوجي في الخلف، فقط ليُمسكه بواسطة جيش المتغايرين. يسألهم شوجي ما علاقة مهاجمة المستشفى بقضيتهم، ويُذكرهم بأن الأبطال قد أخلوا المدنيين أثناء حادثة جاكو، ويسأل سبينر عما إذا كان لديهم خطة، كما يظهر وجهه المليء بالندوب، لمفاجأة الناس. ومع ذلك، أصبح عقل سبينر أكثر اضطرابًا، نتيجة لتلقيه اثنين من المهارات الجديدة من أول فور ون، مما جعله غير قادر على الاستجابة بشكل صحيح وإجبار المدير التنفيذي للتحرير على الارتجال. بينما يقاتل سبينر المتحول ضد شوجي، يتذكر كودا عندما كشف شوجي عن ماضيه لأصدقائه في أريزونا، بما في ذلك كيف تلقى جميع ندوبه عندما كان طفلاً كلما اتصل بأي شخص في بلدته. على الرغم من الألم الذي تعامل معه، إلا أنه يتمسك بذكراه عندما استخدم مهاراته لإنقاذ فتاة من الغرق، ويريد استخدام هذه الذكرى للمساعدة في التغلب على التحيز المتأصل في المجتمع. يعبر شوجي عن رأيه للحشد حول كيفية توجيه غضبهم، وعندها يحاول المدير التنفيذي تقويض أفكاره، وهنا يستخدم كودا مهاراته المحسنة لمهاجمته من خلال إصدار الأوامر للطيور، بينما يفكر أيضًا في التحيز الذي واجه والديه. على الرغم من صرخات شوجي، والتي بدأ المدنيون في الاستماع إليها، يرفض سبينر ذلك، ويكرر دعوته للعمل وهو يشق طريقه إلى المستشفى. |          | |                    |               |               |
| 153 | 15       | تأثير الفراشة 「バタフライエフェクト」 - Batafurai efekuto                                                                  | تسويوشي توبيتا     | 31 أغسطس 2024 |               |
| تتبع مجموعة من متغايرين الشكل سبينر إلى المستشفى المركزي، ومع ذلك، عند رؤية الأطباء والممرضات يقفون حراسًا للدفاع عنه، بدأوا في التخمين بشأن أنفسهم. تمامًا كما كان شوجي على وشك التعرض للضرب من قبل الجيش في الخارج، يتدخل أحد المدنيين، ويكشف عن ندمه ومشاعره تجاه كل شيء، وعلى الرغم من محاولة جنود التحرير التحريض على الحادث، فإن بقية المدنيين مقتنعون بوقف الهجوم. في هذه الأثناء، يجد سبينر نفسه وحيدًا تمامًا، ويصل إلى موقع احتواء كوروغيري في نفس الوقت الذي يصل فيه ميك، الذي يضربه مستخدماً قدرته. قبل أن يتمكن ميك من تدمير كوروغيري المنوَّم، وهو يعتقد أن شيراكومو قد رحل، يتمكن سبينر من استخدام قوته المتبقية في إعطاء يد كوروغيري لشيغاراكي المحشوة المتبقية، متوسلاً لمساعدته، مما أدى إلى إعادة استيقاظ كوروغيري، الذي أصبح وجه شيراكومو مكشوفًا جزئيًا. في أمريكا، يلاحظ مراسل الطقس التحول الهائل في الطقس نتيجة لتوقيعات الحرارة الشديدة في اليابان. في كامينو، بينما كان دابي على وشك الطيران نحو موقع إنديفور بنفسه، ابتلعته بوابة الالتواء. على تابوت مدرسة الأبطال، بينما يستمر إيزاوا ومونوما في استخدام المحو على شيغاراكي، حيث يظهر كوروغيري وميك فجأة خلفهما. وفي جونجا، يظهر دابي من خلال بوابة الالتواء، ويوقظ والده، وإلى جانب توايس الذي تحول إلى توغا، مما أثار رعب هوكس. أثناء المعركة على جزيرة أوكوتو، تمكنت توغا من ابتلاع دم توايس للتحول إليه، تمامًا كما حصل مع كوروغيري لتحويلها إلى موقع هوكس؛ وهنا تحاول أوراراكا مناداة توغا للتحدث، لكنها قالت إنه فات الأوان. شرعت توغا في استخدام موكب الرجل الحزين الخاص بتوايس، وأغرقت جونجا بثنائيات لا نهائية. |          | |                    |               |               |
| 154 | 16       | السلسلة إلى هذا الحد 「ここに至るまでの連なり」 - Koko ni Itaru Made no Tsuranari                                           |                    | 7 سبتمبر 2024 |               |
| |          | |                    |               |               |

## الإصدار المنزلي

### اليابانية
ستصدر توهو أنميشن الموسم السابع على بلو راي ودي في دي في ثلاثة مجلدات في اليابان، مع إصدار المجلد الأول في 17 من يوليو 2024، وإصدار المجلد النهائي في 18 من ديسمبر 2024.
| المجلدات | المجلدات | الحلقات        | تاريخ النشر   | المرجع |
| -------- | -------- | -------------- | ------------- | ------ |
|          | 1        | 139–145        | 17 يوليو 2024 | [ 12 ] |
| 2        | 146–152  | 16 أكتوبر 2024 | [ 13 ]        |        |
| 3        | 153–159  | 18 ديسمبر 2024 | [ 2 ]         |        |

## وصلات خارجية
- أكاديمية بطلي (الموسم 7) على موقع ANN anime (الإنجليزية)